# Vapo
Vapo(2003년 8월 19일 ~)는 대한민국의 가수다. 2022년 싱글 《Sirius》로 데뷔했다.

## 학력
- 브라질 산타이네스고등학교

## 방송
- 고등래퍼 4 (2021) - Top10(9위)